# La ballata dell'eroe
Pistes de Tutto Fabrizio De André
Amore che vieni, amore che vai La canzone di Marinella
La ballata dell'eroe (La Ballade du héros) est une chanson antimilitariste de Fabrizio De André, sortie en single musical en 1961, comme Face A (La ballata dell'eroe/La ballata del Miché) et incluse dans l'album Tutto Fabrizio De André en 1966. La musique a été composée par Fabrizio De André avec l'arrangement de Gian Piero Reverberi.

## L'inspiration et l'histoire
En ce qui concerne le choix du thème anti-militairiste, il semble plus qu'approprié de se référer à la chanson Le Déserteur, que Boris Vian avait enregistré en 1954, à la fin de la Guerre d'Indochine.
Les références stylistiques sont à la chanson française et, comme avoué par l'auteur même, ainsi que les écrivains et poètes  François Villon et Charles Baudelaire.
Les références à ce contexte culturel particulier sont également évidentes dans le paroles, en particulier dans le verset : «troppo lontano si spinse a cercare la verità» (il est allé trop loin chercher la vérité), cette phrase est tirée de la ballade L'Amour et la Guerre, écrite en 1960 par Bernard Dimey et mis en musique et enregistrée par Charles Aznavour:

« Où sont-ils à présent les héros de naguère?
Ils sont allés trop loin chercher la vérité. »

— Bernard Dimey, L'Amour et la Guerre, 1960